# Günter Netzer
Günter Netzer (ur. 14 września 1944 w Mönchengladbach) – niemiecki piłkarz, pomocnik. Mistrz świata z 1974.

## Życiorys
Karierę piłkarską zaczynał w 1. FC Mönchengladbach, w 1963 przeniósł się do silniejszego i sławniejszego klubu z tego miasta – Borussii, gdzie występował przez dekadę. W tym czasie rozegrał 230 spotkań (82 gole) i zdobył dwa tytuły mistrzowskie (1970 i 1971) oraz Puchar Niemiec w 1973. W tym samym roku podpisał kontrakt z madryckim Realem i zespole "Królewskich" grał do 1976 (mistrzostwo kraju 75, 76 oraz Puchar Hiszpanii 74, 75). Karierę zakończył szwajcarskim Grasshoppers Zurych (1977).
W reprezentacji Niemiec debiutował 9 października 1965 w meczu z Austrią. Do 1975 rozegrał w kadrze 37 spotkań i strzelił 6 bramek. W 1972 zdobył z nią mistrzostwo Europy, a skład, którego podstawowymi zawodnikami byli Maier, Beckenbauer, Netzer oraz Müller jest uznawany za jeden z najlepszych w historii światowej piłki. Dwa lata później, podczas MŚ 74 zagrał jedynie 21 minut w przegranym meczu z reprezentacją NRD – występ ten dał mu tytuł mistrzowski.
Netzer był jednym z najwybitniejszych rozgrywających nie tylko swoich czasów. Na boisku i poza nim prezentował niesforny charakter, często kłócił się z trenerami, jednak w Mönchengladbach był niekwestionowanym przywódcą zespołu. Po zakończeniu kariery pracował jako generalny menadżer Hamburger SV, w okresie największych sukcesów klubu na arenie międzynarodowej (1978–1986). Od lat jest jednym z najbardziej znanych, ale i kontrowersyjnych, komentatorów wydarzeń piłkarskich w niemieckich mediach.

## Odznaczenia
- Order Zasługi Nadrenii Północnej-Westfalii